# Млада гвардия (филм)
„Млада гвардия“ е съветски двусериен игрален филм от 1948 г., режисиран от Сергей Герасимов, базиран на едноименния роман на Александър Фадеев за героичната дейност на нелегалната антифашистка комсомолска организация „Млада гвардия“. Военната драма е базирана на реални исторически събития по време на окупацията на град Краснодон в Украинската ССР от нацистките войски по време на Великата отечествена война.

## Сюжет
През юли 1942 г., по време на Втората световна война, миньорският град Краснодон, изоставен от Червената армия, е окупиран от германците. В навечерието на окупацията властите се опитват да евакуират част от населението, но вражеска техника отрязва пътя на хората и група комсомолци са принудени да се върнат обратно в окупирания Краснодон. Бившите ученици създават нелегалната антифашистка комсомолска организация „Млада гвардия“. Организацията води скрита война: млади момчета разпространяват антифашистки листовки, освобождават група пленени войници от Червената армия, опожаряват архива на организирана от германците трудова борса, като по този начин спасяват сънародниците си от изпращане на работа в Германия. На годишнината от Октомврийската революция членовете на Младата гвардия развяват съветски червени знамена.

## Награди
През 1948 г. филмът е удостоен със Сталинската награда от първа степен, осем души стават лауреати на Сталинската награда, петима от които по това време са студенти на актьорския факултет на ВГИК.